# Bulbophyllum macphersonii
Bulbophyllum macphersonii é uma espécie de orquídea (família Orchidaceae) pertencente ao gênero Bulbophyllum. Foi descrita por Herman Montague Rucker Rupp em 1934.